# Clifford Birdinground
Clifford Birdinground és un polític estatunidenc i membre de la Nació Crow de Montana. Birdinground serví com a Cap de la Nació Crow de 2000 a 2002.
El predecessor de Birdinground, l'antiga Cap Clara Nomee, fou acusada de furt en 1997 i condemnada pel Tribunal Tribal el setembre de 1998. Tanmateix, la seva condemna no la inhabilitava per a ocupar el seu càrrec. Ella va participar en les eleccions per a un sisè terme en 2000. Tanmateix, Birdinground va guanyar les eleccions de 2000, derrotant Nomee amb el 67% dels vots.
Birdinground ocupà el càrrec en 2000. En assumir el càrrec, Birdinground va cancel·lar totes les ofertes i transaccions realitzades per l'administració Nomee abans de la imputació de 1997. També va acomiadar aproximadament 130 treballadors del govern tribal.
Birdinground fou declarart culpable d'un càrrec de suborn per la Cort Federal dels Estats Units en 2002 i va renunciar al seu càrrec en una carta de renúncia de data 5 de setembre de 2002. Fou sentenciat a 37 mesos de presó en setembre de 2003 i, després d'una sèrie d'apel·lacions, va rebre l'ordre de començar a complir la sentència servint el 4 de gener de 2007 al Complex Correccional Federal Florence a Colorado.
Birdinground fou succeït interinament pel vice-cap dels crows Vincent Goes Ahead Jr. des de la seva dimissió en setembre de 2002. Goes Ahead, qui havia estat elegit vicepresident el 2000, es va postular per a completar elecció especial per a la resta del mandat vigent de Birdinground al novembre de 2002. Tanmateix, Goes Ahead fou derrotat en l'elecció per Carl Venne. Venne va rebre 1.589 vots mentre que Goes Ahead en va rebre 1.481. Venne va jurar com a successor permanent de Birdinground el 12 de novembre de 2002. Goes Ahead continuà com a vice-cap fins a la fi del mandat en 2004.